# Landtagswahlkreis Steinfurt I
Der Landtagswahlkreis Steinfurt I ist ein Landtagswahlkreis in Nordrhein-Westfalen. Er umfasst seit der Landtagswahl 2022 die Gemeinden Greven, Horstmar, Laer, Metelen, Neuenkirchen, Nordwalde, Ochtrup, Steinfurt und Wettringen im Kreis Steinfurt. Bis zur Landtagswahl 2017 gehörte auch die Gemeinde Altenberge zum Landtagswahlkreis Steinfurt I.
Unter dem Namen Steinfurt I - Coesfeld II umfasste der Wahlkreis von 1980 bis 1995 auch einige Gemeinden im Kreis Coesfeld. Diese bilden jetzt mit Gemeinden im Kreis Borken einen Wahlkreis. Greven gehörte damals noch zum Landtagswahlkreis Steinfurt II.

## Landtagswahl 2022
Wahlberechtigt waren 107.625 Einwohnerinnen und Einwohner. Die Wahlbeteiligung lag bei 59,7 %.
| Direktkandidat            | Partei | Erststimmen in % | Zweitstimmen in % |
| ------------------------- | ------ | ---------------- | ----------------- |
| Christina Schulze Föcking | CDU    | 46,2             | 45,3              |
| Stevens Gomes             | SPD    | 24,5             | 23,3              |
| Norwich Rüße              | GRÜNE  | 18,2             | 16,7              |
| Alexander Schmitt         | FDP    | 4,8              | 5,5               |
| Michael Pröbsting         | AfD    | 3,4              | 3,5               |
| Felix Kock                | LINKE  | 2,3              | 1,6               |

## Landtagswahl 2017
Wahlberechtigt waren 114.692 Einwohner. Die Wahlbeteiligung lag bei 69,0 %
| Direktkandidat            | Partei  | Erststimmen in % | Zweitstimmen in % |
| ------------------------- | ------- | ---------------- | ----------------- |
| Ulrike Reifig             | SPD     | 27,0             | 28,4              |
| Christina Schulze Föcking | CDU     | 53,4             | 43,2              |
| Norwich Rüße              | GRÜNE   | 6,7              | 6,2               |
| Ekkehard Grützner         | FDP     | 7,2              | 11,2              |
| Sandra Janat              | Piraten | 1,7              | 0,8               |
| Jan Pille                 | LINKE   | 4,0              | 3,3               |
| –                         | AfD     | –                | 4,3               |
| –                         | Übrige  | –                | 2,5               |

Neben der direkt gewählten Wahlkreisabgeordneten Christina Schulze-Föcking (CDU) wurde der Grünen-Kandidat Norwich Rüße, der wie Schulze Föcking seit 2010 dem Parlament angehört, über den Landeslistenplatz zwölf seiner Partei in den Landtag gewählt.

## Landtagswahl 2012
Wahlberechtigt waren 113.225 Einwohner. Die Wahlbeteiligung lag bei 64,1 %
| Direktkandidat               | Partei       | Erststimmen in % | Zweitstimmen in % |
| ---------------------------- | ------------ | ---------------- | ----------------- |
| Christina Schulze Föcking    | CDU          | 45,5             | 37,0              |
| Ulrike Reifig                | SPD          | 33,3             | 34,1              |
| Norwich Rüße                 | GRÜNE        | 9,2              | 10,4              |
| Jürgen Mußmann               | FDP          | 4,0              | 7,6               |
| Andreas Neumann              | LINKE        | 1,7              | 1,7               |
| Rainer Wiese                 | Piraten      | 5,9              | 6,4               |
| Ludwig Karl Emanuel Reichert | Freie Wähler | 0,4              | 0,4               |
| –                            | Übrige       | –                | 2,4               |

## Landtagswahl 2010
Bei der Landtagswahl 2010 waren 112.814 Einwohner wahlberechtigt. Die Wahlbeteiligung lag bei 62,5 %
| Direktkandidat            | Partei        | Erststimmen in % | Zweitstimmen in % |
| ------------------------- | ------------- | ---------------- | ----------------- |
| Christina Schulze Föcking | CDU           | 49,6             | 43,4              |
| Friedrich Paulsen         | SPD           | 30,5             | 29,4              |
| Norwich Rüße              | GRÜNE         | 9,8              | 12,0              |
| Jürgen Mußmann            | FDP           | 4,7              | 7,2               |
| Andreas Neumann           | LINKE         | 3,4              | 3,8               |
| Andreas Rempe             | ZENTRUM       | 0,4              | 0,2               |
| Bastian Greshake          | PIRATEN       | 1,4              | 1,4               |
| Heinz Theißing            | Soziale Mitte | 0,2              | -                 |

## Landtagswahl 2005
Wahlberechtigt waren 110.478 Einwohner. Die Wahlbeteiligung lag bei 67,0 %
| Direktkandidat       | Partei  | Stimmen in % |
| -------------------- | ------- | ------------ |
| Jürgen Coße          | SPD     | 29,2         |
| Hannelore Brüning    | CDU     | 55,3         |
| Jürgen Mußmann       | FDP     | 6,3          |
| Norwich Rüße         | GRÜNE   | 5,4          |
| Frank Thomas Maul    | REP     | 0,4          |
| Gunther Heuchel      | PDS     | 0,5          |
| Karl-Heinz Böwering  | NPD     | 0,7          |
| Hans-Joachim Hanke   | ZENTRUM | 0,2          |
| Dirk Ortmann         | GRAUE   | 0,7          |
| Hubertus von Heynitz | WASG    | 1,3          |

## Landtagswahl 2000
Wahlberechtigt waren 105.905 Einwohner. Die Wahlbeteiligung lag bei 60,4 %
| Direktkandidat    | Partei | Stimmen in % |
| ----------------- | ------ | ------------ |
| Hannelore Brüning | CDU    | 45,2         |
| Jürgen Coße       | SPD    | 34,8         |
| Norwich Rüße      | GRÜNE  | 7,5          |
| Elsbeth Schlick   | FDP    | 11,0         |
| Übrige            | Übrige | 3,5          |